# حركة المدونات الصوتية ( البودكاست )
حركة البودكاست هي مؤتمر سنوي لصناعة المدونات الصوتية وهو أحد أكبر التجمعات للمشاركين في البودكاست، حيث حضر أكثر من 3000 شخص في عام 2019. يوصف بأنه «لمنشئي المدونات الصوتية بواسطة المدونة الصوتية»، ويركز على التعاون والتواصل بين الحضور، بالإضافة إلى التثقيف والتشجيع.
تم تقسيم مؤتمر 2017 إلى مسارات مختلفة تغطي جوانب مختلفة من البودكاست مثل الإبداع والتقنية والصناعة وتحقيق الدخل والتسويق والمجتمع والثقافة والدعوة والدراما الصوتية والمذيعون يلتقون بالمدونين. ومن المتحدثين البارزين سارة كونيغ، وعائشة تايلر، وكيفن سميث، وبات فلين، وجاي راز، ودان كارلين، وتيري جروس، وأليكس بلومبرج، ورومان مارس، ومارك مارون، وجلين واشنطن، ومارك كوبان، وآرون ماهنك.
يشمل العارضون ومزودي البرامج والخدمات ومصنعي المعدات. يتألف الحاضرون من هواة ومحترفين المدونات الصوتية، بالإضافة إلى متخصصين في وسائل الإعلام يعملون لصالح المذيعين الإذاعيين وشبكات المدونات الصوتية وشركات التكنولوجيا والمعلنين

## التاريخ
تم تمويل المؤتمر الأول في عام 2014 من خلال حملة Kickstarter . تم تحقيق الهدف المستهدف وهو 11000 دولار في غضون الـ 24 ساعة الأولى. في عام 2019، أعلن المنظمون عن حدث سنوي إضافي يسمى «تطورات حركة المدونات الصوتية»، ومن المقرر عقد أولها في لوس أنجلوس في فبراير 2020.
| السنة        | الموقع                                  |
| ------------ | --------------------------------------- |
| 2014         | دالاس، تكساس                            |
| 2015         | أومني داون تاون في فورت وورث، تكساس     |
| 2016         | شيكاغو، إلينوي                          |
| 2017         | أنهايم، كاليفورنيا                      |
| 2018         | فيلاديلفيا، بنسيلفينيا                  |
| 2019         | أورلاندو فلوريدا                        |
| 2020         | لوس أنجلوس، كاليفورنيا (التطورات)       |
| 2020         | افتراضي (لا يوجد حدث واقعي بسبب كورونا) |
| 2021         | ناشفيل، تينيسي (حركة بودكاست 2021)      |
| 2022 (مارس)  | لوس أنجلوس، كاليفورنيا (التطورات)       |
| 2022 (أغسطس) | دالاس، تكساس (حركة بودكاست 2022)        |
| 2023 (مارس)  | لاس فيغاس، نيفادا (التطورات)            |
| 2023 (أغسطس) | دنفر، كولورادو (حركة البودكاست 2023)    |

## الجدل
في 25 أغسطس 2022، اعتذر الحساب الرسمي لحركة المدونات الصوتية على تويتر عن استضافة ديلي واير، وهو موقع بودكاست محافظ يملكه بن شابيرو. وزعمت المنظمة أن أحد الحاضرين على الأقل «شعر بالألم» بسبب وجود شابيرو. في 8 سبتمبر من نفس العام، اعتذروا للسيد شابيرو عبر تويتر عن ردة فعلهم السابقه تجاهه هو وشركته.